# 新人民
新人民 (しんじんみん、クメール語・ラテン文字転写: neak phnoe、neak thmei) とはクメール・ルージュ (正式名称: 民主カンプチア、後にオンカーを名乗る) 政権下のカンボジア (1975年-1970年) において、プノンペンなど都市部に居住していた市民のことを指す。クメール・ルージュが政権を握る以前から農村部に居住していた市民は、新人民とは対照的に旧人民 (Old people) と呼ばれた。
旧人民は戦争前から"解放区"である農村部に住んでいた村人や農民、教育を受けていない者が殆どだったため、オンカーはポル・ポトの掲げた原始共産主義の忠実な実践者として旧人民を優遇した。他方、都市部で暮らす新人民は"解放区"ではない"敵の領地"に住む者としてオンカーに認識されており、元クメール国民軍兵士や警察、商人、資本家、ビジネスマンなどがその対象となった。こういった人々は貧しい人々から金を搾取しているとみなされていた。また知識人や医者、法律家、僧、教師、公務員も"悪魔の西洋文明"に染まった敵であるとして新人民とされ、後に虐殺の対象となった。
新人民は財産を持つことを許されず、一日に10時間以上 (もしくはそれ以上の時もあった) の強制労働を週七日間させられていた。にもかかわらず新人民への食料の配分は極僅かで彼らは飢餓や旧人民による差別と不平等さとに苦しんだ。さらに1976年には伝染病が流行し、その影響によりカンボジア人口の80%がマラリアに罹患したとされている。
新人民は旧人民のように自由に畑の農作物を食べることが許されず、もし新人民が畑の農作物を盗めば村の広場で指を切り落とされたか地雷の埋まった菜園で働かせられたという。また新人民は再教育キャンプに収容される対象でもあった。政治の話をしているのをオンカーの兵士に聞かれた者あるいはしていると疑われた者や、資本主義について肯定的なことを言った者はオンカーの兵士に再教育キャンプへ連行され二度と戻ってくることはなかったと言われている。
このときクメール・ルージュが新人民に対して使ったモットーは"オンカーにとって新人民諸君を守っても何の利益にもならない、諸君らがいなくなったところでなんの損にもならない ("To keep you is no benefit. To destroy you is no loss.") であった。